# Jean-Baptiste Stuck
Jean-Baptiste Stuck, detto Batistin, (Livorno, 6 maggio 1680 – Parigi, 8 dicembre 1755) è stato un violoncellista e compositore italiano naturalizzato francese.
Violoncellista virtuoso d'origine tedesca, fu uno dei primi musicisti a far conoscere il suo strumento in Francia.

## Biografia
Nato nel 1680 a Livorno, era figlio del negoziante Giovanni Giacomo Stuck e di Barbera Hellerbech. Si sa poco dei suoi esordi, ma sappiamo che era al servizio della Contessa di Lemos a Napoli nel 1702. Partecipò anche alla rielaborazione de L'inganno innocente, un'opera di Tomaso Albinoni composta nel 1701 e rappresentata al Teatro San Bartolomeo di Napoli con il nuovo titolo di Rodrigo in Algieri il 10 dicembre 1702.
Pare che Stuck sia arrivato a Parigi poco dopo, poiché una delle sue melodie appare in una delle raccolte di Ballard, "per l'annata 1701" (pubblicata nel 1705). Dopo aver fatto pratica nell'entourage del Principe di Carignano, si unì alla cerchia del futuro Reggente, diventando ufficialmente "ordinario di musica del Duca d'Orléans" nel 1707. Qui sviluppò la musica italiana che il principe amava e pubblicò il suo primo libro di cantate francesi nel settembre 1706, pochi mesi dopo Jean-Baptiste Morin (gennaio). Come Morin, Stuck dedicò la raccolta al suo mecenate, Filippo d'Orléans. Due anni dopo fu pubblicato il suo secondo libro, seguito da due opere: Méléagre, su libretto di François-Antoine Jolly (1709) e Manto la fée, libretto di Mennesson, entrambe rappresentate nel 1711, senza ottenere però molto successo. Fu il suo Polydore, su libretto di Jean-Louis Ignace de la Serre (1720), che gli portò un certo riconoscimento quando fu ripreso nel 1739.
Nel frattempo, nel 1711 Stuck pubblicò il suo terzo e poi il suo quarto libro di cantate (1714) e sembra fosse sempre stato in contatto con la sua città natale, dato che nel 1715 la sua opera seria Il Gran Cid fu rappresentata proprio a Livorno. Gli venne persino attribuito un soggiorno presso l'Elettore di Baviera nel 1714, prima di tornare in Francia il 17 novembre 1727 per sposare Bonne-Françoise Bérain, una delle figlie di Jean Berain, "disegnatore del Gabinetto e della Camera del Re". Divenne così amico e cognato di Pascal Collasse, anch'egli sposato con una delle figlie di Bérain. È attestata anche la sua amicizia col compositore André Campra.
Una nota sotto il titolo L'Amour vengé (la seconda cantata del suo quarto libro) rivela che è stata scritta su un testo di "Monsieur de Seré" (ossia Jean de Serré de Rieux). Stuck era anche vicino al compositore Jean-Baptiste Morin, che aveva stretti legami con il poeta. Il testo della cantata successiva, Diane di Louis Fuzelier, fu musicato da entrambi, così come Philomèle (pubblicata da Stuck nel suo primo libro nel 1706), fu messa in musica con l'ausilio di Morin intorno al 1704.
Naturalizzato cittadino francese nel 1733, fu nominato ordinaire de la musique du roi nel 1715. Il 15 dicembre 1718, "Sua Maestà [Filippo d'Orléans] accorda a Jean Baptiste Stuck la somma di cinquecento sterline di pensione annuale, in considerazione dell'uso che farà dei talenti che possiede per la musica del teatro [...] desidera e ordina [...] che sia pagato [...] per tutto il tempo che rimarrà nel regno".

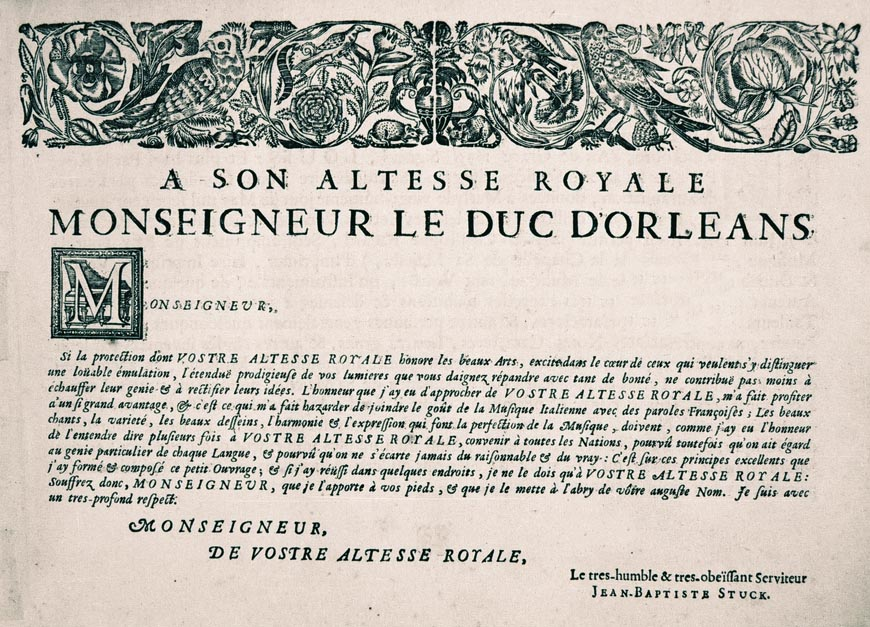
La dedica al duca d'Orléans nel primo libro delle cantate di Stuck

Da quel momento in poi, si dedicò alla carriera di concertista e fu presente al Concert Spirituel, dove furono eseguite quattro delle sue cantate, oltre al suo divertissement L'Union de la musique italienne et française, accogliendo il desiderio di Couperin. Il 24 e 25 dicembre 1728, si esibì in un trio col violinista Jean-Pierre Guignon e il flautista Michel Blavet.
Quando la moglie morì e non ebbe figli, ebbe qualche difficoltà finanziaria, ma l'inventario post-mortem testimonia la sua cultura e i suoi gusti: accanto a 178 dipinti e 320 libri, notiamo in particolare spartiti italiani, cantate e opere liriche scritte a mano, "un violon de chelle [violoncello] con il suo archetto in una custodia di legno dipinta, un altro violon de chelle anch'esso con il suo archetto", nonché un violino basso e quattro violini. Morì l'8 dicembre 1755, a 75 anni, a Parigi.

## Critica
Nel suo Recueil de cantates, Bachelier non è gentile nei riguardi delle opere liriche di Stuck: "Quando monsieur Batistin diede la sua opera Méleagre, questa cadde; quella di Manto la Fée, e l'ultima intitolata Polidore, non ebbero un successo migliore". Tuttavia, lo scagiona invocando alcune trasandatezze: "Finché il Parterre non potrà fare il coro nelle piccole Arie détâchez, che vengono cantate nelle Opere, cadrà sempre in basso".
D'Aquin de Château-Lyon lo considererà a giusto titolo degno rivale di Louis-Nicolas Clérambault.
Infine a Bachelier vennero comunque riconosciuti i giusti meriti: "Le cantate che ha portato alla luce gli fanno infinito onore; Quelle del suo primo libro, sebbene il Recitativo non sia interamente francese, sono state apprezzate dagli intenditori, in particolare la sua Philomèle, e i francesi hanno acquisito familiarità con questi Recitativi, per quanto li abbiano trovati difficili all'inizio, e hanno provato piacere nell'eseguire le Cantate di questo abile Compositore, come La Naissance d'Achille, Mars Jaloux, la Prise de Lérida, Héraclite et Démocrite, in una parola, tutte quelle che abbiamo da lui fino ad oggi".